# Filialkirche St. Petrus (Au am Inn)

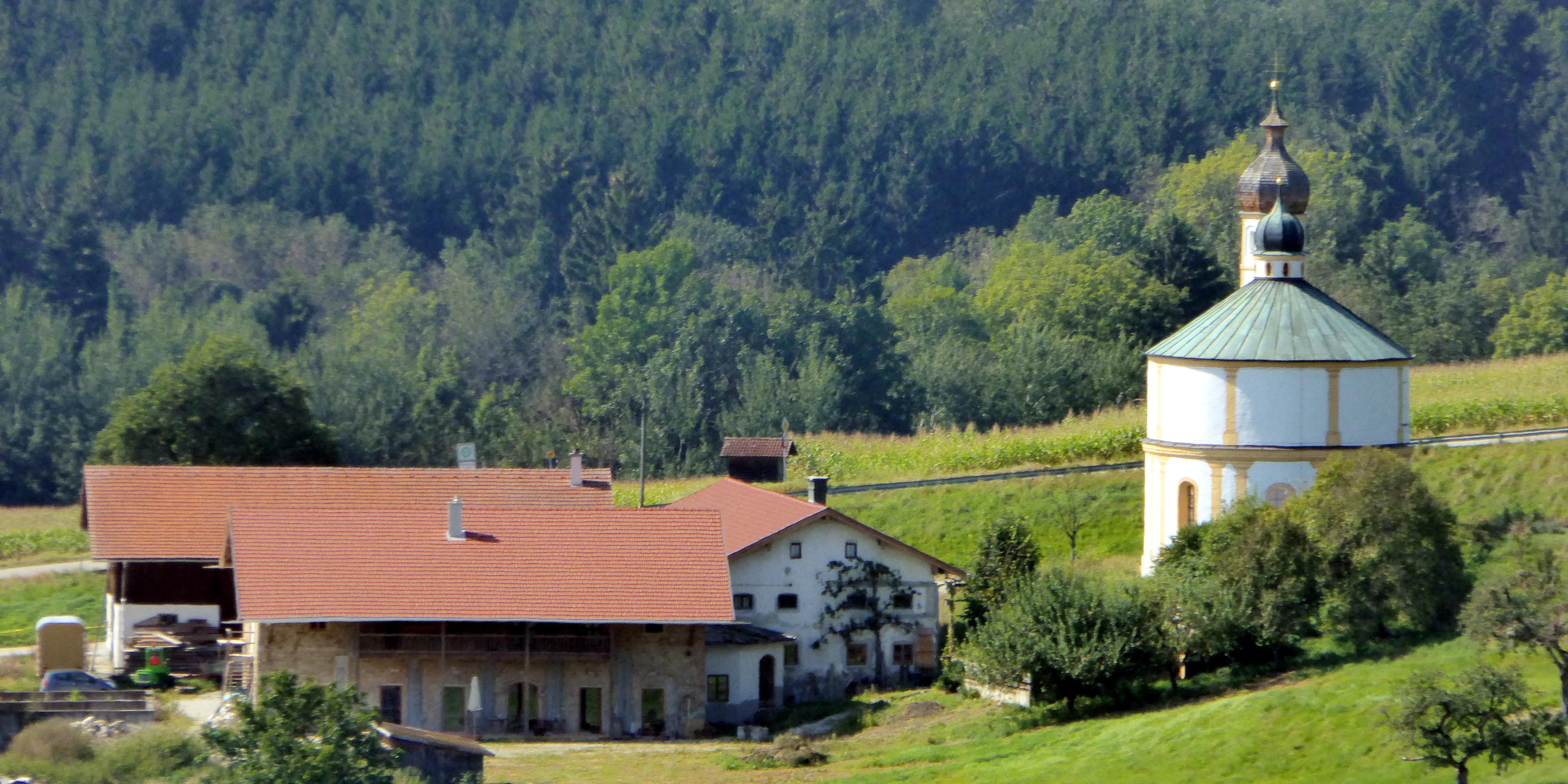
Die Kirche St. Peter mit dem angrenzenden Klostermeierhof

Die römisch-katholische Filialkirche St. Petrus liegt im Hang erhöht in dem zur Marktgemeinde Gars am Inn gehörenden Au am Inn, Ortsteil Berg. Zum nahe gelegenen Kloster in Au (jetzt Franziskanerinnen) besteht eine unmittelbare Sichtbeziehung.

## Geschichte
Die Kirche wurde von 1626 bis 1639 unter dem Propst Balthasar Endres des früheren Augustinerchorherrenstifts Au am Inn errichtet. Sie ersetzte einen Vorgängerbau, der bereits im Jahr 1372 genannt wurde. Unter Propst Patrizius Zwick erfolgte 1756 der Anbau eines Westturms. 1961 wurde die Kirche innen, 1986 von außen renoviert. Seit 1959 bemüht sich der Förderverein der Freunde der Peterskirche Berg bei Au um den Erhalt der Kirche.

## Bau und Ausstattung
Die Kirche ist ein Zentralbau in Form einer Rotunde mit einem Durchmesser von 12 m. Sie besitzt ein Kuppelgewölbe mit einer Laterne und einer Zwiebelhaube. Der Turm ist auf quadratischer Grundlage als Oktogon aufgebaut; er hat ebenfalls eine Zwiebelhaube.
Die zylinderförmige Außenwand wird durch ein Gesims in zwei Zonen geteilt. Der untere Teil weist Stichbogenfenster auf; der obere Teil ist ein fensterloses Scheingeschoß. Die auf das Jahr 1756 zurückgehende Scheinarchitektur der Außenwand mit einer in den Putz geritzten Säulenanordnung wurde wie die Gliederung des Turms mit Lisenen und Bändern 1986 erneuert.
Im Inneren der Kirche bauen sich über einem hohen Sockel Pilaster auf, die miteinander verkröpft sind. Die Pilaster tragen die acht Gewölbegurte.
Die Ausstattung stammt vorwiegend aus dem frühen 18. Jahrhundert (Altarretabel und Leinwandgemälde, das die Schlüsselübergabe an den hl. Petrus darstellt). Figuren der hl. Andreas und Paulus datieren um 1630.
Die Kirche ist als Baudenkmal geschützt (Nr. D-1-83-118-49).

## Umgebung
Südlich der Kirche liegt der im 19. Jahrhundert neu errichtete Klostermeierhof, ein Vierseithof (das Wohnstallhaus ist als Baudenkmal geschützt, Nr. D-1-83-118-50).